# 陶夫基兴
陶夫基兴（德語：Taufkirchen，發音：[taʊfˈkɪʁçn̩]）是德国巴伐利亚州上巴伐利亚行政区慕尼黑县的市镇，面积22平方千米，2023年12月31日人口为18,176人。